# Charinus euclidesi
Charinus euclidesi es una especie de araña del género Charinus, familia Charinidae. Fue descrita científicamente por Miranda, Giupponi, Prendini and Scharff en 2021.
Habita en América del Sur. El caparazón del macho mide 4,63 mm de largo por 6,48 mm y el de la hembra 4,00 mm de largo por 6,06 mm.